# Púlpitos de San Lorenzo

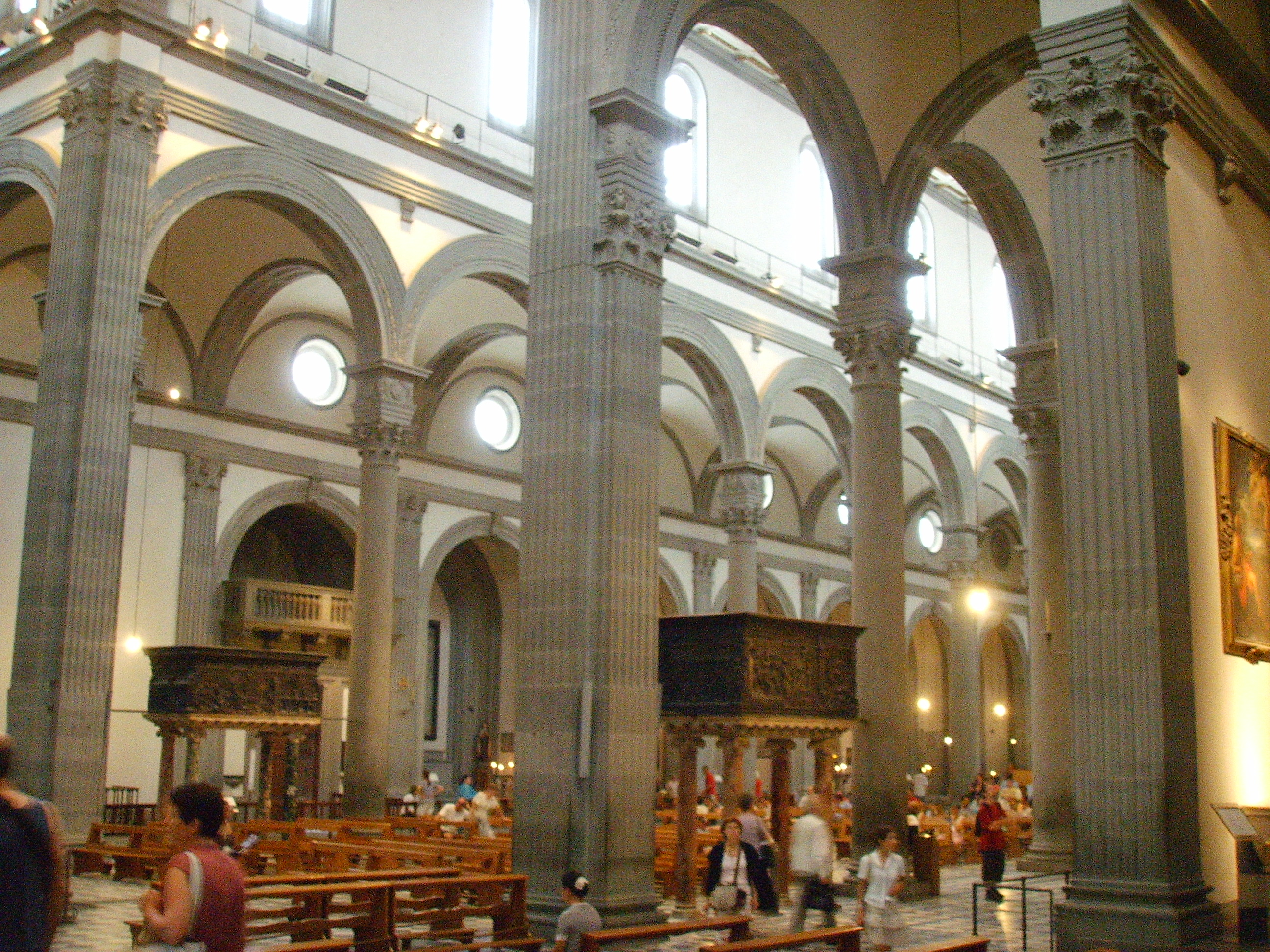
Interior de la basílica de San Lorenzo donde se aprecia la situación de los púlpitos.

Los Púlpitos de San Lorenzo, realizados en bronce para la basílica de San Lorenzo, fueron las obras escultóricas que concluyeron la actividad artística de Donatello, quien desde 1460 se hizo cargo de la planificación y el diseño. El trabajo lo realizó con la ayuda de numerosos ayudantes, entre ellos destacaron Bartolomeo Bellano y Bertoldo di Giovanni.
El púlpito de la Resurrección está considerado como el primero en construirse y donde más participó Donatello; su tamaño es más grande que el de La Pasión: su medida es de 292 cm de longitud por 123 cm de altura, con exclusión de las columnas, sobre las que están apoyados.
El púlpito de la Pasión fue, probablemente, el segundo en realizarse y por lo tanto fue más importante la colaboración de los ayudantes. Es ligeramente más pequeño que el púlpito de la Resurrección, con unas medidas de 280 cm de longitud y 137 cm de altura, con exclusión de las columnas.

## Historia
Los dos púlpitos presentan numerosos problemas al estudioso. Además de la difícil delimitación de la autoría realizada por el maestro o por sus ayudantes, se ignora el cliente, aunque por regla general se cree que fue Cosme de Médici. Algunos historiadores han sugerido que los púlpitos, originariamente estaban destinados a la función de sarcófagos, tal vez para el propio Cosme y su esposa o de su hijo Juan de Cosme de Médici, mientras que el uso como un coro, parece poco probable por su tamaño, demasiado pequeño. La presentación actual sobre cuatro columnas de mármol cada uno, fue empleada probablemente, años después de la muerte de Donatello.
La fecha se sitúa tras el regreso de Donatello de la ciudad de Siena (1459-1460). En el relieve del Martirio de San Lorenzo, se descubrió la inscripción de la fecha 15 de junio de 1465, sin saber exactamente si es la fecha de la terminación del relieve, del púlpito de la Resurrección al que pertenece o el de su fundición. Por la muerte de Donatello en 1466, no es posible determinarlo. Sus antiguas biografías, comenzando por Vasari, al hablar del escultor, explican que con setenta años, pasaba la mayor parte de su tiempo en cama por el delicado estado de su salud. A pesar de todas estas cuestiones, los dos púlpitos se consideran los últimos trabajos de Donatello, la última obra maestra que cierra su actividad, llevando al extremo su evolución, el estudio del alma humana, la composición espacial y la libertad que ha caracterizado toda su carrera.
Baccio Bandinelli en el siglo XVI, consideró como «errores» de la vejez y la creciente ceguera del maestro, a los dos púlpitos como lo peor salido de su mano, de todas las obras de Donatello. Sólo en los últimos siglos, a partir del manierismo y gradualmente, la opinión crítica sobre estas dos obras ha llegado a ser más positiva. Hoy en día, la evaluación es netamente benévola, sobre todo en la intensidad expresiva del lenguaje de Donatello, con una iconografía de reinvención libre y original de los temas bíblicos.

## Púlpito de la Resurrección

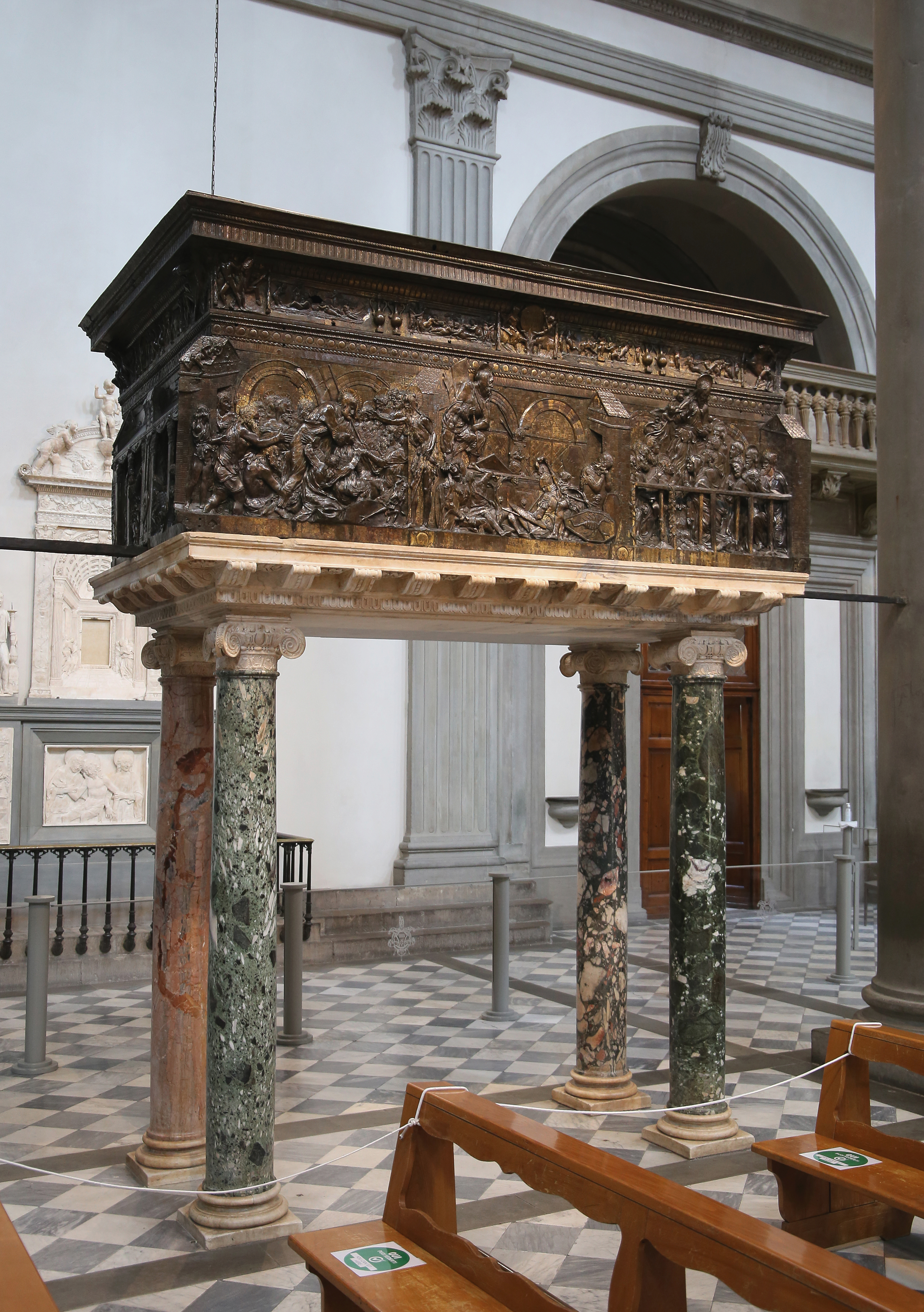
Púlpito de la Resurrección.

El púlpito de la Resurrección se encuentra en la nave derecha de la basílica. Las dos obras tienen un diseño similar, aunque el de la Pasión tiene divididos los paneles por medio de pilastras, en cambio el de la Resurrección los tiene separados por simulaciones de pequeños edificios en perspectiva, lo que lo hace más original. Se encuentra en la parte superior un friso continuo que está decorado con putti vendimiadores, eróticos centauros y caballeros enfrontados, por encima del cual recorre un cimacio protuberante que recuerda el clásico de los sarcófagos. Los frisos de ambos púlpitos fueron ejecutados después de la muerte de Donatello, seguramente por un antiguo colaborador suyo. En este caso, el friso también contiene la inscripción de Opus Donatello Flo en un medallón, generalmente considerado como póstumo.
En este púlpito de la Resurrección, los lados más largos contienen tres escenas cada uno, más otro relieve para cada uno de los dos lados más pequeños. 
Los grupos narran los episodios de la vida de Cristo después de su muerte, sin cumplir con la estricta secuencia narrativa de los Evangelios y con la adición del Martirio de San Lorenzo, en honor del titular de la iglesia.
Relieves del púlpito de la Resurrección:
- Mujeres en la tumba de Cristo (lado oeste)
- Cristo desciende al Limbo (lado sur)
- Resurrección (lado sur)
- Ascensión de Cristo (lado sur)
- Pentecostés (lado este)
- Martirio de San Lorenzo (lado norte)

Se añadieron posteriormente, en el siglo XVII, dos escenas más realizadas en madera: La coronación de espinas y San Lucas Evangelista.
|  |  |

## Descripción

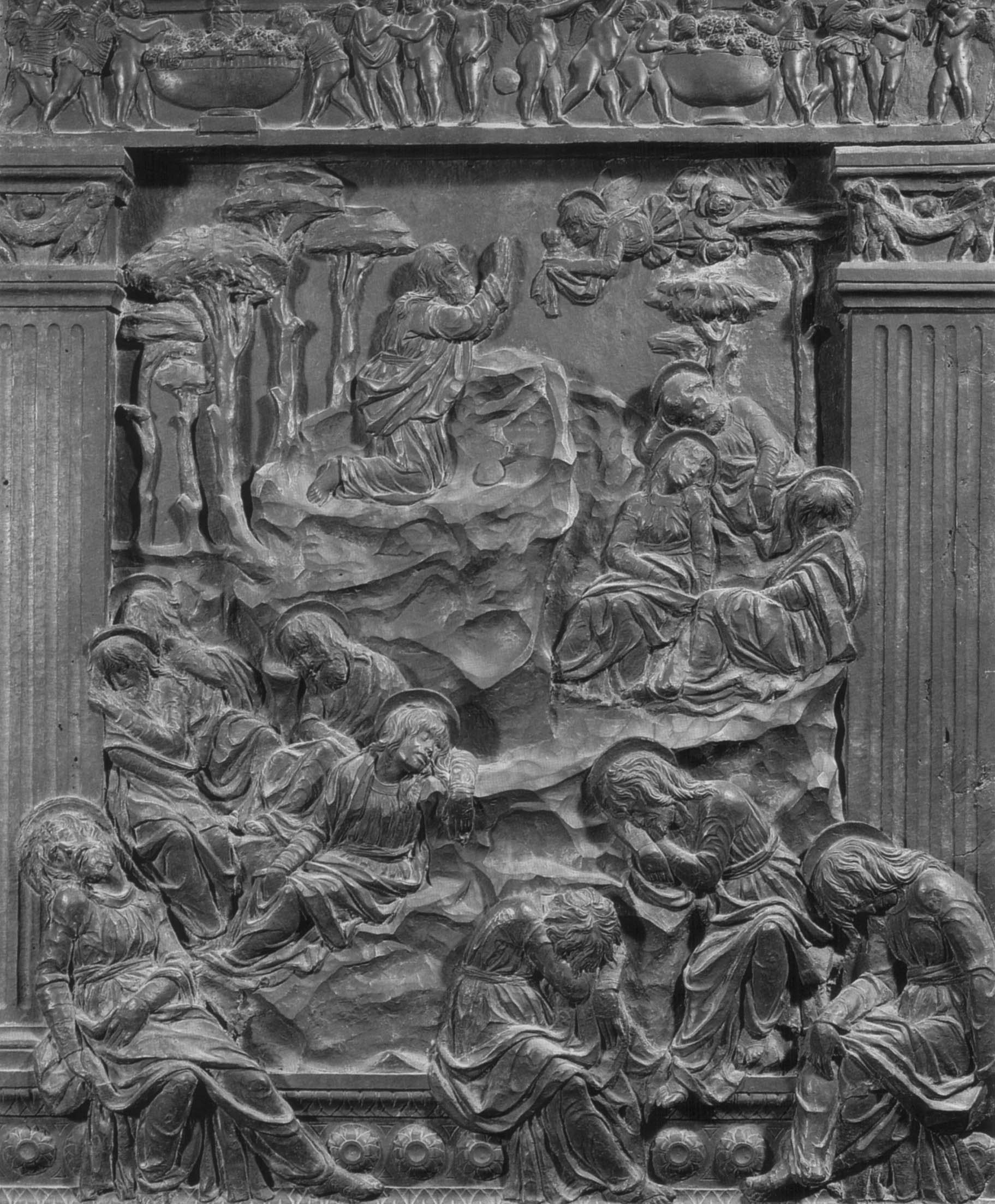
Oración del huerto.

### Mujeres en la tumba de Cristo

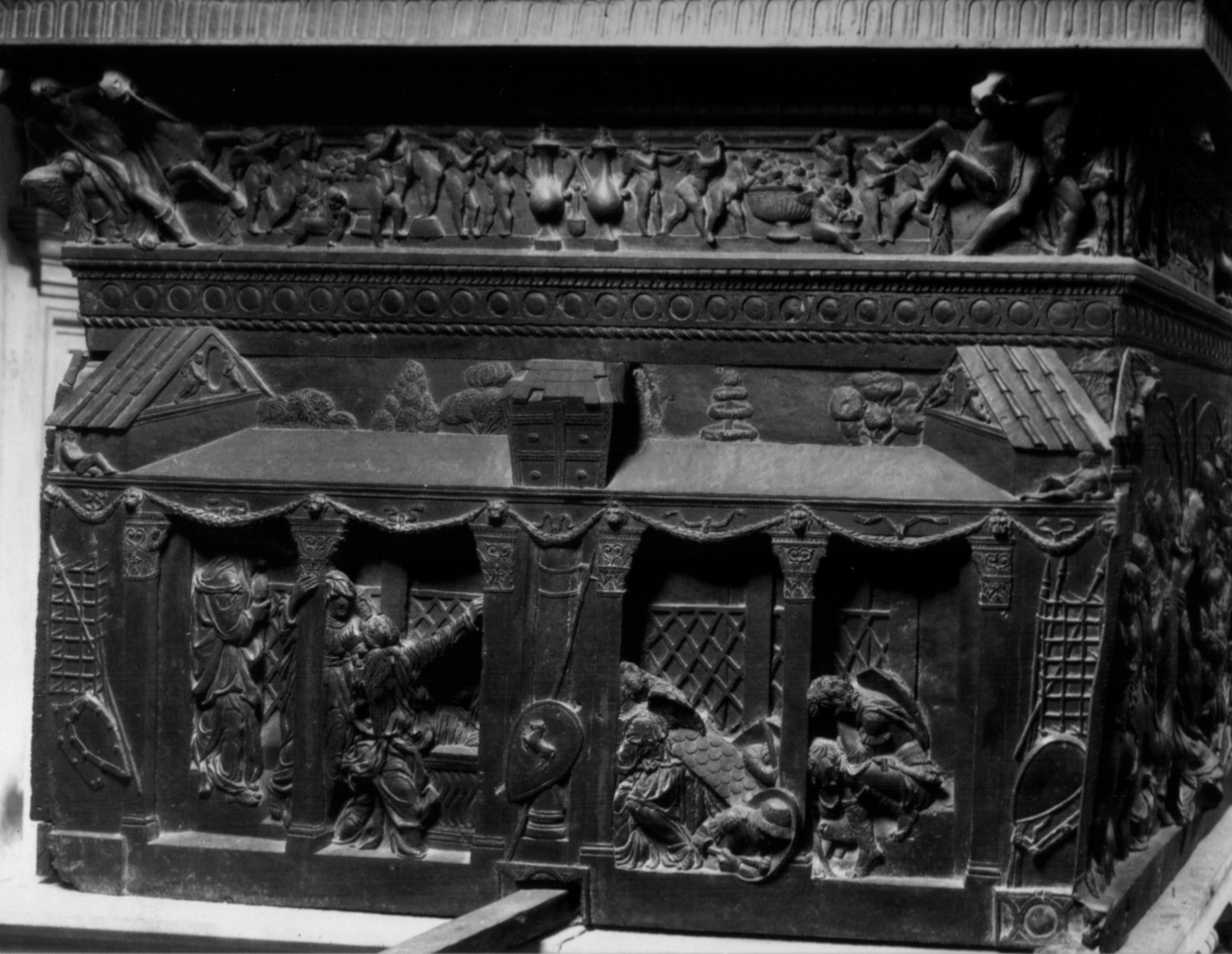
Mujeres en la tumba de Cristo.

La escena está realizada en uno de los laterales cortos del púlpito, con una extrema libertad de composición. Una especie de pórtico, con un acentuado aspecto tridimensional, es el escenario: representa el interior del edificio, con dos laterales en perspectiva y una cubierta que sobresale; en el centro tiene una especie de pilar para la partición, con una reminiscencia de casetones. A ambos lados se encuentran las armas y la parrilla de San Lorenzo, mientras la parte principal se compone del pórtico con columnas de capiteles compuestos, rematada con cabezas de leones. La parte trasera del pórtico muestra una celosía, donde se pueden ver grupos de árboles que sobresalen por encima del pórtico. En la parte central hay un pilar doble, donde se encuentra apoyada una columna, una lanza y un escudo con un caballo rampante, que divide el área en dos partes: a la derecha, un ángel abre la tumba con los tres guardias dormidos, y en la izquierda se encuentran las tres Marías.
Las tres mujeres están representadas en diferentes actitudes que corresponden a diferentes grados de emoción, antes, durante y después de la revelación angelical: la primera, a la izquierda no sabe nada de la noticia de la resurrección, y asciende por las escaleras en silencio y con un tarro de ungüento en la mano, con la cabeza baja expresando un dolor interno; la segunda mujer está hablando con el ángel, escucha la noticia con estupor sujeta a una columna; la tercera ya está enterada y gira su rostro sobre el sarcófago vacío, en una explosión de dolor extrovertido. El sarcófago es diferente en cada una de las dos escenas.

### Cristo desciende al Limbo
Cristo desciende al Limbo es la primera de las tres escenas, en el lado principal de la parte sur, de las representaciones que se tratan en conjunto, como si se realizaran en tres salas del mismo edificio. Las paredes están decoradas con una densa red de ladrillos en el fondo con arcos. Se muestra a Cristo que, inmediatamente después de la Resurrección, rescata a los hombres justos y se los lleva con él al cielo. Están todos los profetas y los santos del Antiguo y Nuevo Testamento que murieron antes que él, cada uno con el halo de su corona de santidad. Entre éstos destaca San Juan Bautista, el cual se encuentra apoyado de pie, delante de la partición que separa en perspectiva la siguiente escena. Los beatos se agolpan alrededor del Salvador, en general se nota la alegría, pero con una ordenada participación, como si ya supieran de su inminente destino. 
En la parte inferior derecha, se puede observar a un diablo que escapa aterrorizado. Tiene los atributos demoníacos de las patas de un ave, la serpiente retorcida y la figura mal proporcionada. 
En ésta y las próximas dos escenas el dibujo y probablemente el modelo de cera se considera totalmente autógrafa del maestro, mientras que la fundición se considera como la labor de sus ayudantes.

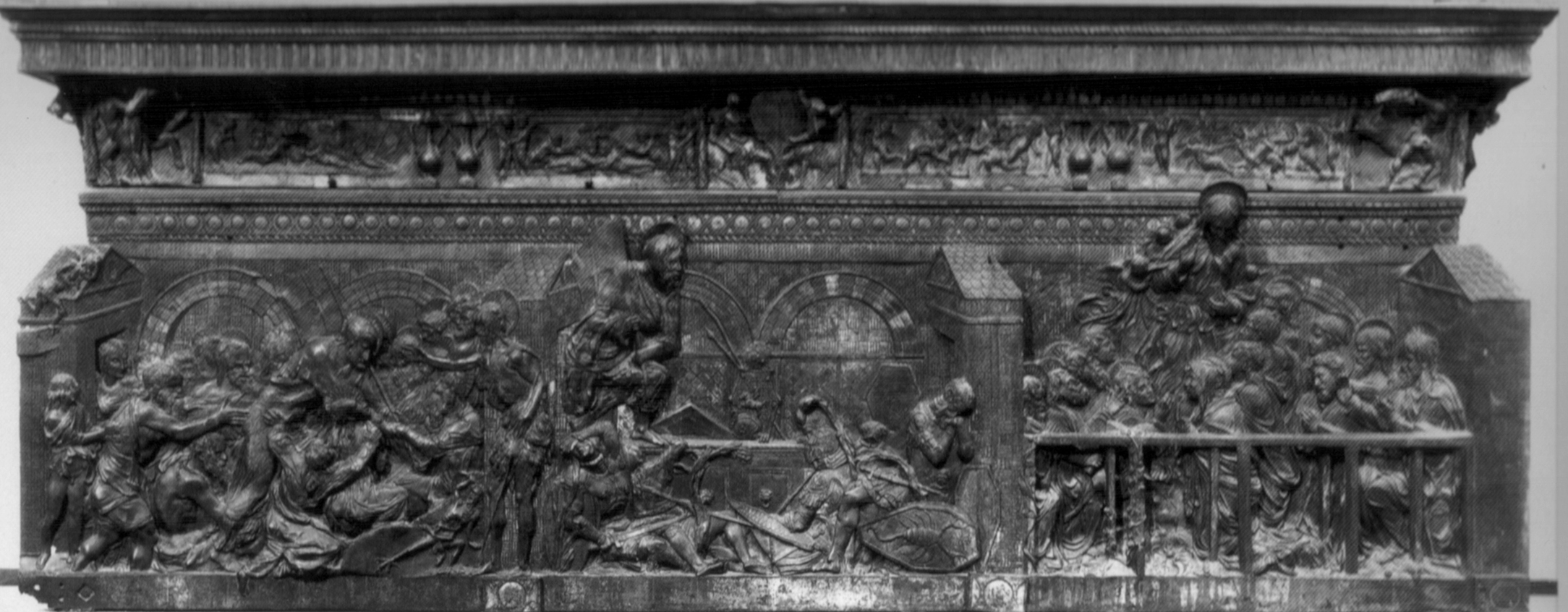
Cristo desciende al Limbo, Resurrección y Ascensión.

### Resurrección
La Resurrección y Ascensión realizados a continuación están dominadas por la figura de Cristo triunfante, que se yergue en las montañas muy por encima de la línea de la cornisa, dominando toda la escena. Los guardias armados están todos dormidos en diversas posiciones y su armadura y equipo, se han realizado con gran cuidado y realismo. Los escudos heráldicos están decorados con varios símbolos, un escorpión, un putto a caballo y el escrito SPQR. 
Cristo, sostiene el estandarte de la cruz y está vestido aún con los lienzos fúnebres, un pie descansa sobre la tumba y comienza su marcha de redención. Pero su apariencia más que triunfante, parece mostrar el tormento del tributo físico que le ha llevado a la muerte. Este enfoque se aparta de la cristología tradicional y la composición es muy original, expuesta en un lado, en lugar de la típica triangular con Cristo en la cumbre.

### Ascensión
La Ascensión está ambientada en una sala cerrada por un balcón en el primer plano, en cuya barandilla hay varias plantas y enredaderas. Cristo empieza ascender, invadiendo parte de la cornisa superior del relieve, entre las imágenes de los apóstoles y la Virgen María dispuestos en un semicírculo. Ayudan a Cristo en su ascensión unos pequeños ángeles. En la mano izquierda sostiene un libro, un símbolo material de las Escrituras.

### Pentecostés

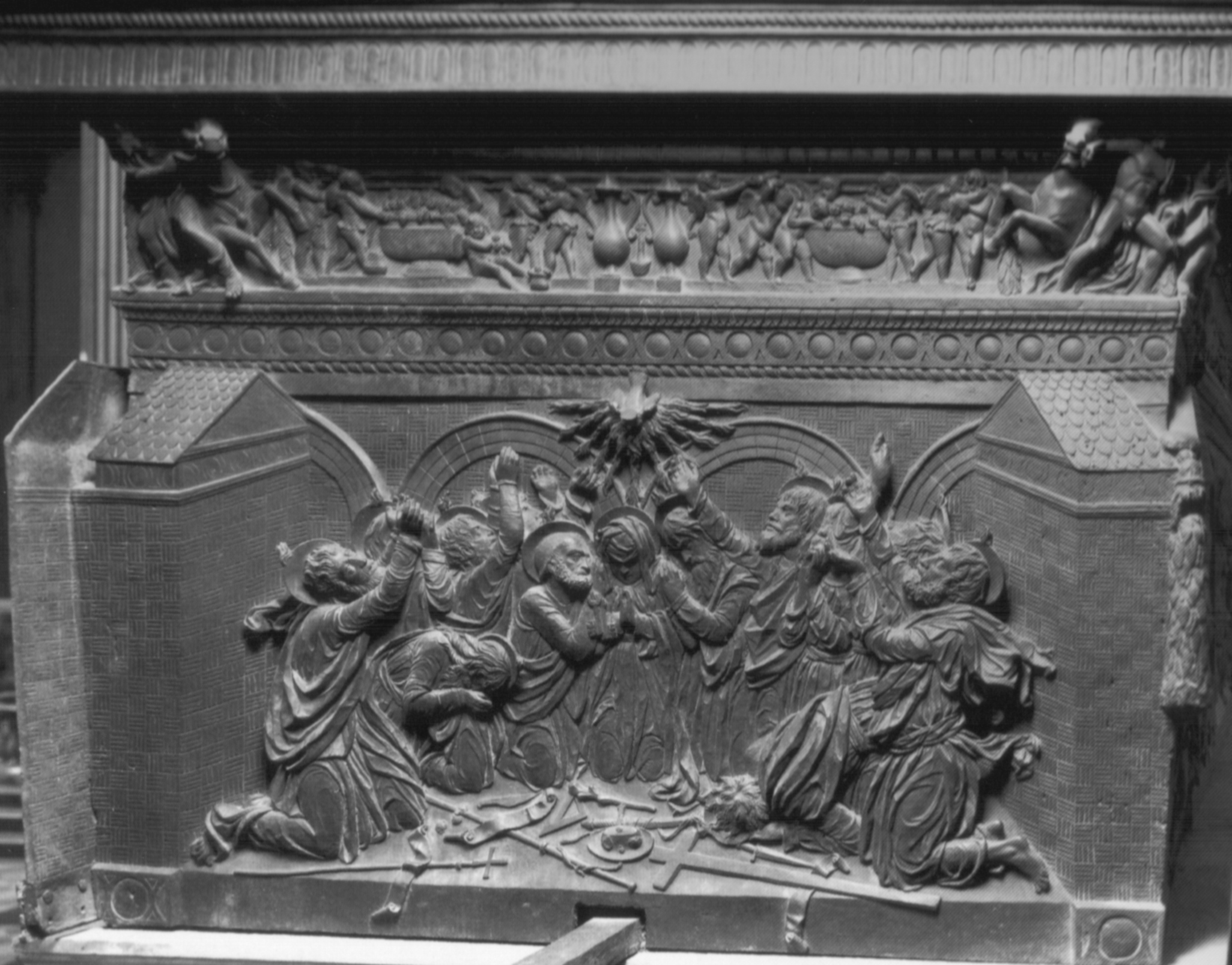
Pentecostés.

La escena del Pentecostés se encuentra en el lado corto hacia el este. Dentro de un edificio prácticamente idéntico a los de las escenas principales del lado largo del sur. María y los apóstoles están dispuestos en un semicírculo alrededor de una serie de objetos simbólicos. En lo alto la paloma del Espíritu Santo está emanando el desprendimiento de las llamas en la cabeza de los apóstoles y la Virgen. Las reacciones de diversos personajes son muy diversas y van desde la oración concentrada de María, al ansioso temor de aquellos que levantan la mano, hasta los que esconden su rostro en sus manos, o postrados sobre tierra por la conmoción.
En este grupo ha sido reconocida la participación de Bellano, por los pliegues de las ropas cómo paño húmedo y la forma esquemática en la definición de los cabellos y las barbas. El diseño, como mínimo, se debe a Donatello.

### Martirio de San Lorenzo

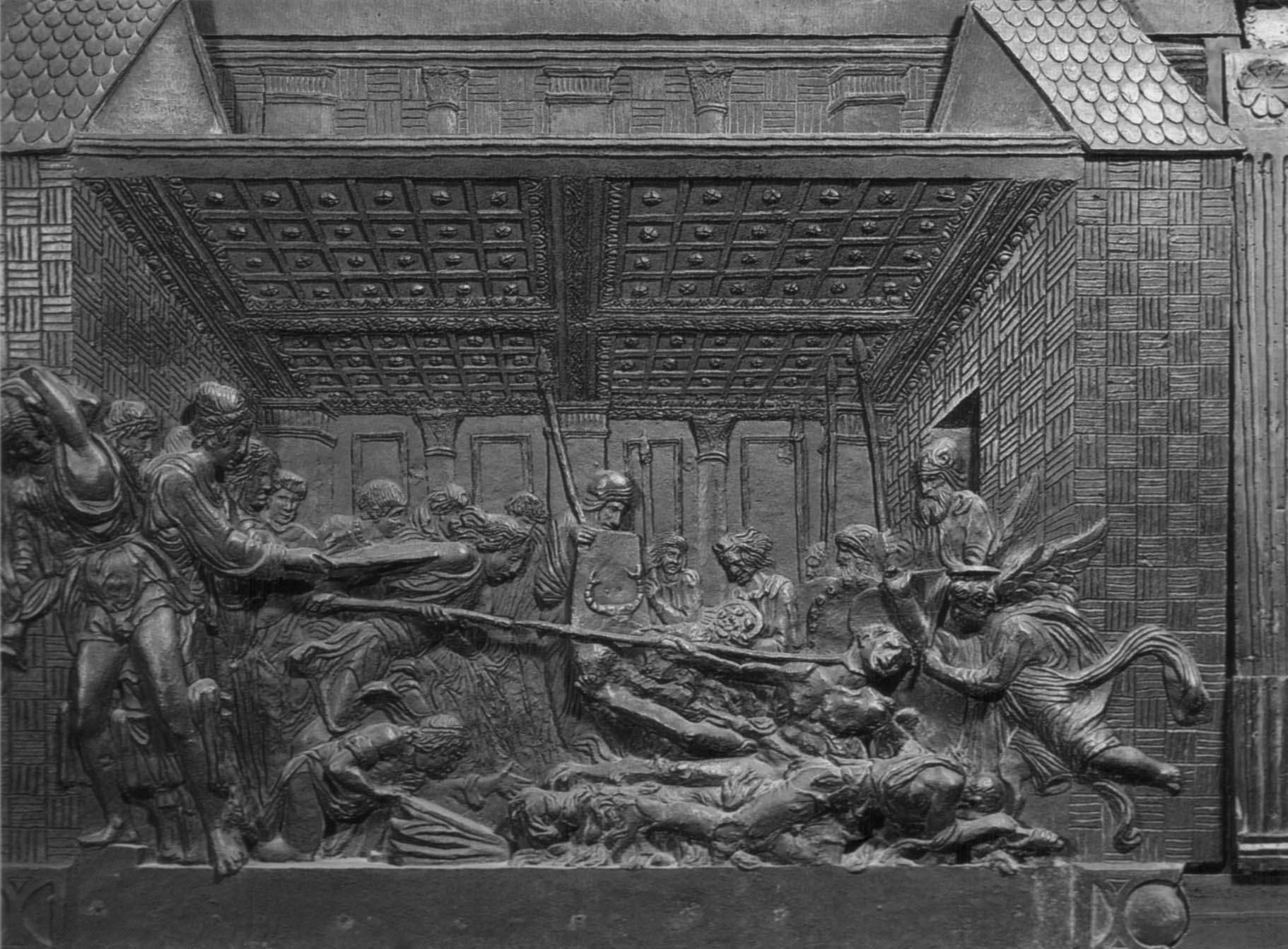
Martirio de San Lorenzo.

El Martirio de San Lorenzo se encuentra en un complejo cuadro de perspectiva, con una casa abierta donde se pueden ver las paredes laterales y el fondo, el techo y sobre él un último fondo de columnas y pilares, gracias a poner el punto de vista bajo, se consigue una dramatización mejor, de cara al espectador del relieve.
La escena se compone de manera espectacular, evidencia el martirio con unas líneas de fuerza incidentes, entre ellas San Lorenzo, situado en la parrilla ardiente, está con espasmos de dolor, y el verdugo, siguiendo órdenes, se encuentra empujando con un palo largo que tiene una pinza para sujetar el cuello del pobre mártir. Los espectadores, muchos de ellos soldados, asisten impasibles al martirio, y sólo muestra un poco de dolor, entre ellos, una mujer con un plato en la mano y una que se encuentra medio escondida. Por debajo, un sirviente con un fuelle mantiene el fuego.
Sobre la pared derecha de esta escena está grabada la fecha del 15 de junio de 1465, la única presente en ambos púlpitos. Que fue antes de la muerte del maestro, sin embargo, no está claro si se refiere a la fecha de terminación del púlpito, el grupo, o el modelo de cera del relieve para la fundición.
Es la única escena de los dos púlpitos que puede atribuirse enteramente, a la mano de Donatello, en todas las etapas del proceso.

## Púlpito de la pasión

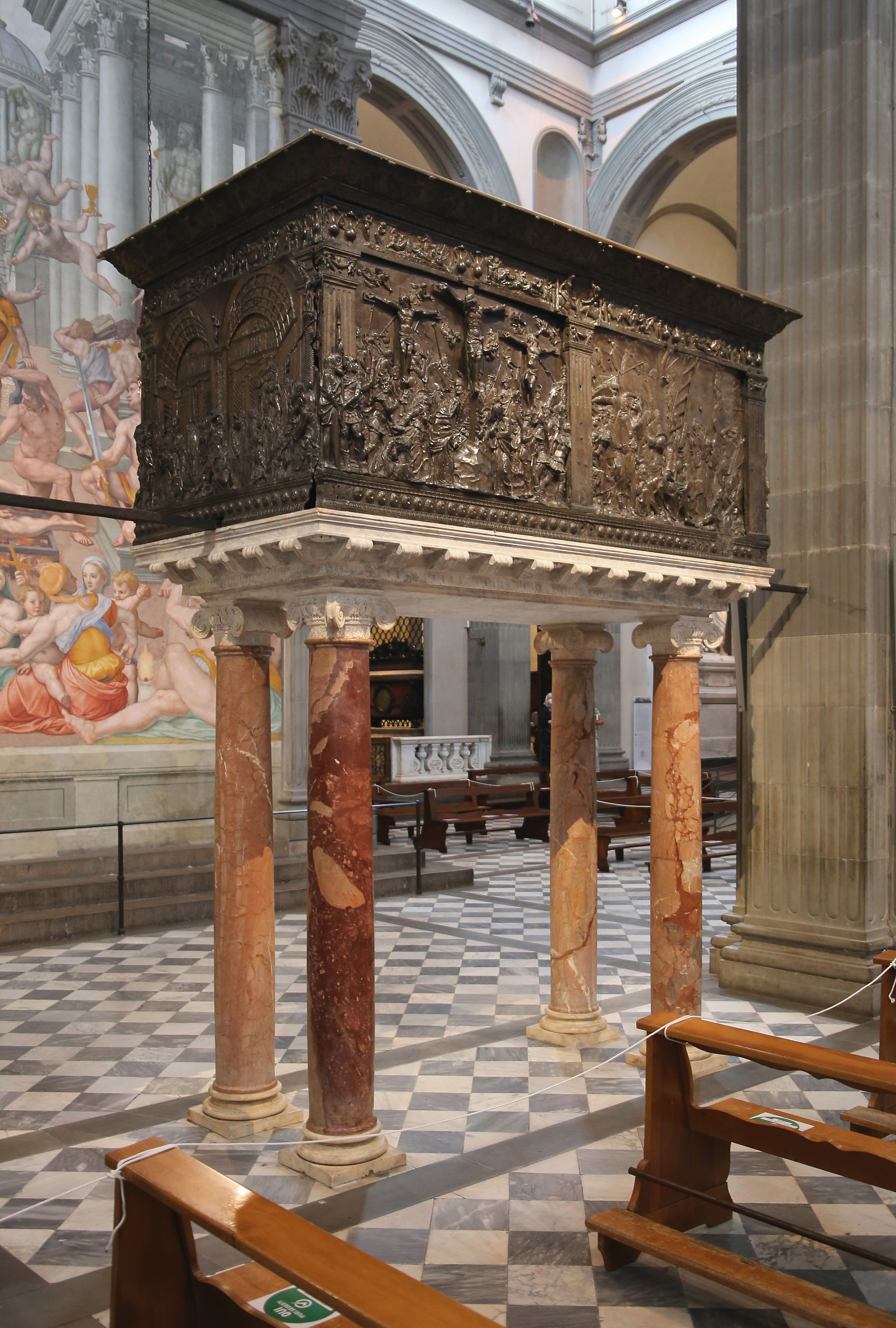
Púlpito de la Pasión.

El púlpito de la Pasión se conserva a la izquierda de la nave de la iglesia. Las dos obras tienen un diseño similar, pero mucho más regular en el caso del púlpito de la Pasión, está enmarcado por una serie de pilastras acanaladas. La libertad de la composición, la ligereza y la riqueza de los relieves, es generalmente interpretada como un signo de la autoría del diseño de las escenas y la configuración de los modelos en cera por Donatello, mientras que la fundición y el cincelado final debió estar realizada por Bellano, los pliegues, que se aprecian como si estuvieran mojados, el estilo de las barbas y el cabello y la repetición de los detalles es monótona. En algunas partes de la técnica parece esbozada, una especie de non-finito.
No se trata de saber en qué medida justa participó en el trabajo Donatello, pero es un hecho su semejanza con otras obras atribuidas al maestro, por ejemplo, la Lamentación por Cristo muerto de Londres, y que encaja perfectamente con la emocionalidad y las escenas de gran expresividad de la última fase de la vida del artista.
Relieves del púlpito de la Pasión:
- Oración del huerto (lado sur)
- Cristo ante Pilatos y Caifás (lado este)
- Crucifixión (lado norte)
- Descendimiento de Cristo (lado norte)
- Santo Entierro (lado oeste)

En los dos lados largos del púlpito, se representan dos o tres escenas de la Pasión en cada uno, más otro relieve para cada uno de los dos lados más pequeños, con un total de siete. Hay añadidas dos escenas de madera, representando la Flagelación y San Juan Evangelista en el lado sur, del siglo XVII.
|  |  |

Los relatos de la Pasión se realizaron con gran riqueza, falta la escena de la última cena: tal vez la ausencia se deba relacionar con el cercano altar mayor, donde diariamente se conmemora durante la misa ese episodio.

## Descripción

### Oración del huerto
El relieve es la escena de la Oración del huerto, muestra el monte de los olivos de Getsemaní, en la parte superior la figura de Cristo orando y un ángel. Los apóstoles en otro plano se han quedado dormidos, y están dispuestos en grupos progresivamente de mayor tamaño, cuanto más cerca del espectador, debido a las reglas de la perspectiva. Los últimos se encuentran sentados sobre el marco de la representación, de acuerdo con una libertad de espacio, típico de las mejores obras del artista, que traspasa los límites lógicos del cuadro. 
Los apóstoles, como en el texto evangélico, son once, ya que en ese momento falta Judas Iscariote, que se ha marchado para advertir a los sacerdotes del Sanedrín.
La gran libertad de esta composición siempre ha sido atribuida a Donatello, mientras su resolución y cincelado fue hecha por Bellano.

### Cristo ante Pilatos y Caifás

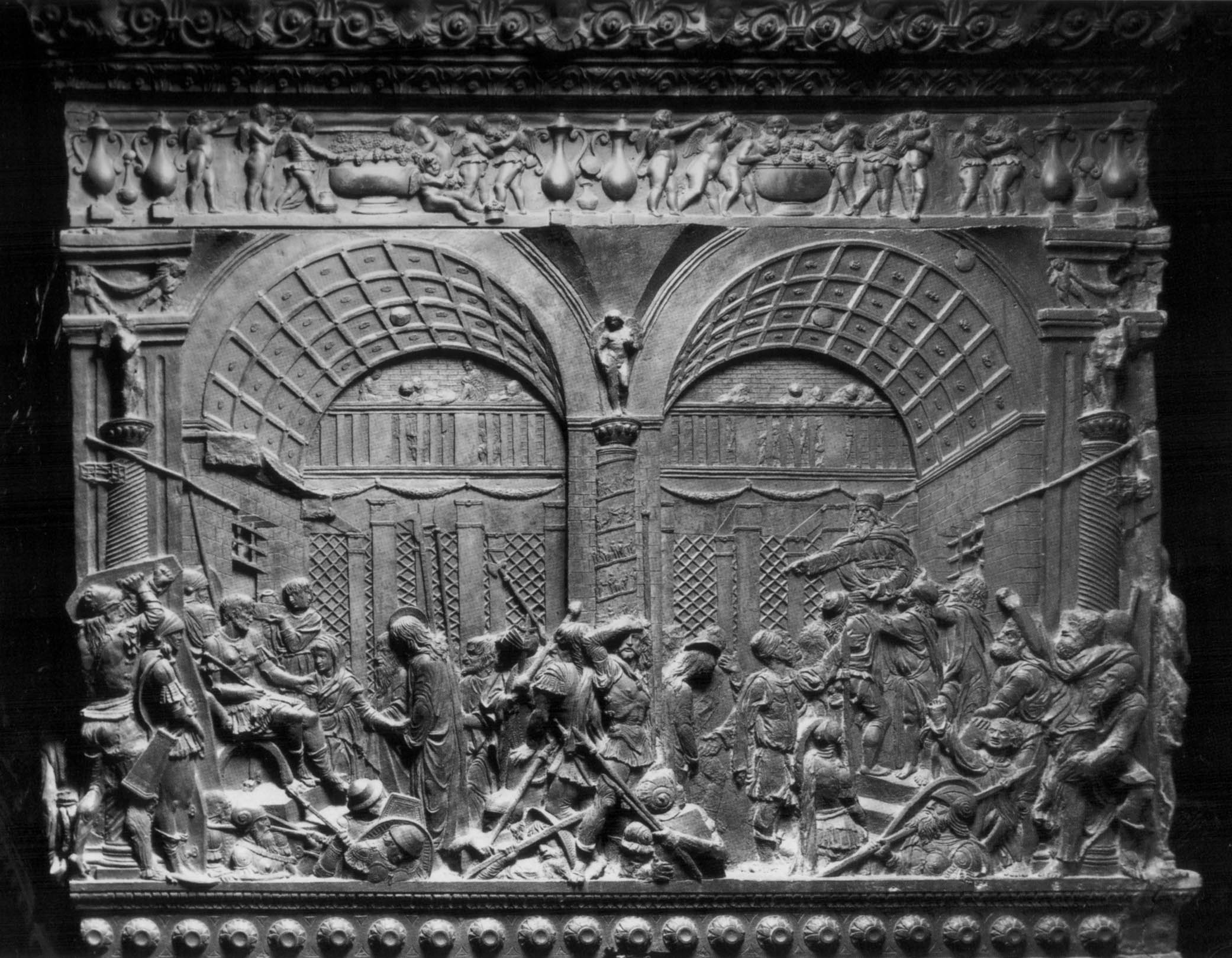
Cristo ante Pilatos y Caifás.

Las dos escenas se representan en una sola habitación dividida por dos amplios arcos, separados por un pilar central en la parte delantera adornada con figuras en espiral en el fuste, las otras dos columnas en los extremos del cuadro presentan estrías en espiral en sus fustes y las tres están coronadas por un putto alado. En la parte inferior de los arcos se muestran los personajes. En este relieve se observa un virtuoso ejercicio de perspectiva. 
La doble escena muestra el interrogatorio de Cristo ante el sumo sacerdote Caifás y después delante del prefecto romano Pilatos. La acción principal se lleva a cabo en el centro de un torbellino de múltiples acontecimientos. Jesús es relegado a un rincón en la escena de Caifás, pero el elocuente gesto del sumo sacerdote permite la identificación de Jesús además de la aureola sobre su cabeza.
Las figuras del primer plano, se colocan en las más diversas posturas, el grupo de soldados, detrás del marco, se realizan mostrando sólo el busto, un truco diferente al de las figuras que se ven en el otro relieve de la Oración del huerto, pero con el mismo fin para conseguir el efecto de gran profundidad. Muchos son los sentimientos y estados de ánimo que se aprecian así como curiosos detalles, como el siervo de Pilatos que tiene dos caras, tal vez para simbolizar el doble juego del procurador romano. 
Este relieve se atribuye el diseño y la construcción a Donatello y a Bellano el acabado del bronce.

### Crucifixión

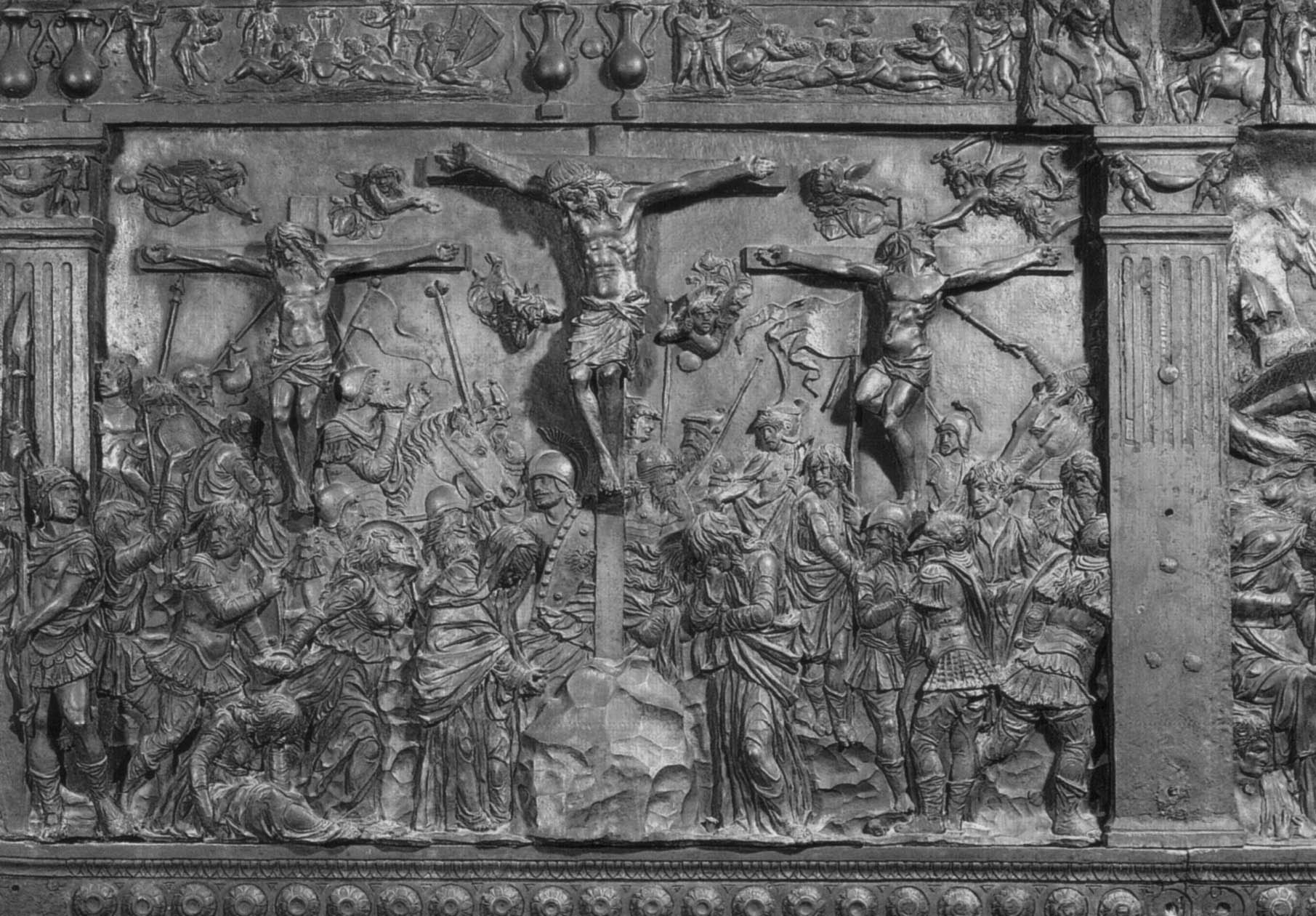
Crucifixión.

La Crucifixión es con el Descendimiento, los relieves más dramáticos de las escenas del púlpito. Mientras que en la parte superior central se está consumando la tragedia de la Pasión, una multitud, incluyendo a muchos soldados con sus caballos, parece ignorar el evento y que no le importa. El dolor de las mujeres a los pies de la cruz, está representada aquí, también como en la Lamentación por Cristo muerto del  Victoria and Albert Museum, con diversos grados de dolor, que van desde el llanto silencioso, gritos por la desesperación, hasta uno de gran desaliento en una figura doblada sobre tierra. En la parte superior se encuentran los ángeles, algunos están representados en un escorzo perfecto. El ladrón de la derecha, torturado por los soldados, es  tratado cruelmente a latigazos por un demonio, que le estira del pelo obligándole a realizar una contorsión.
La Crucifixión es atribuido por la mayoría de los estudiosos a Bellano, que siguió las pautas de Donatello.

### Descendimiento de la Cruz

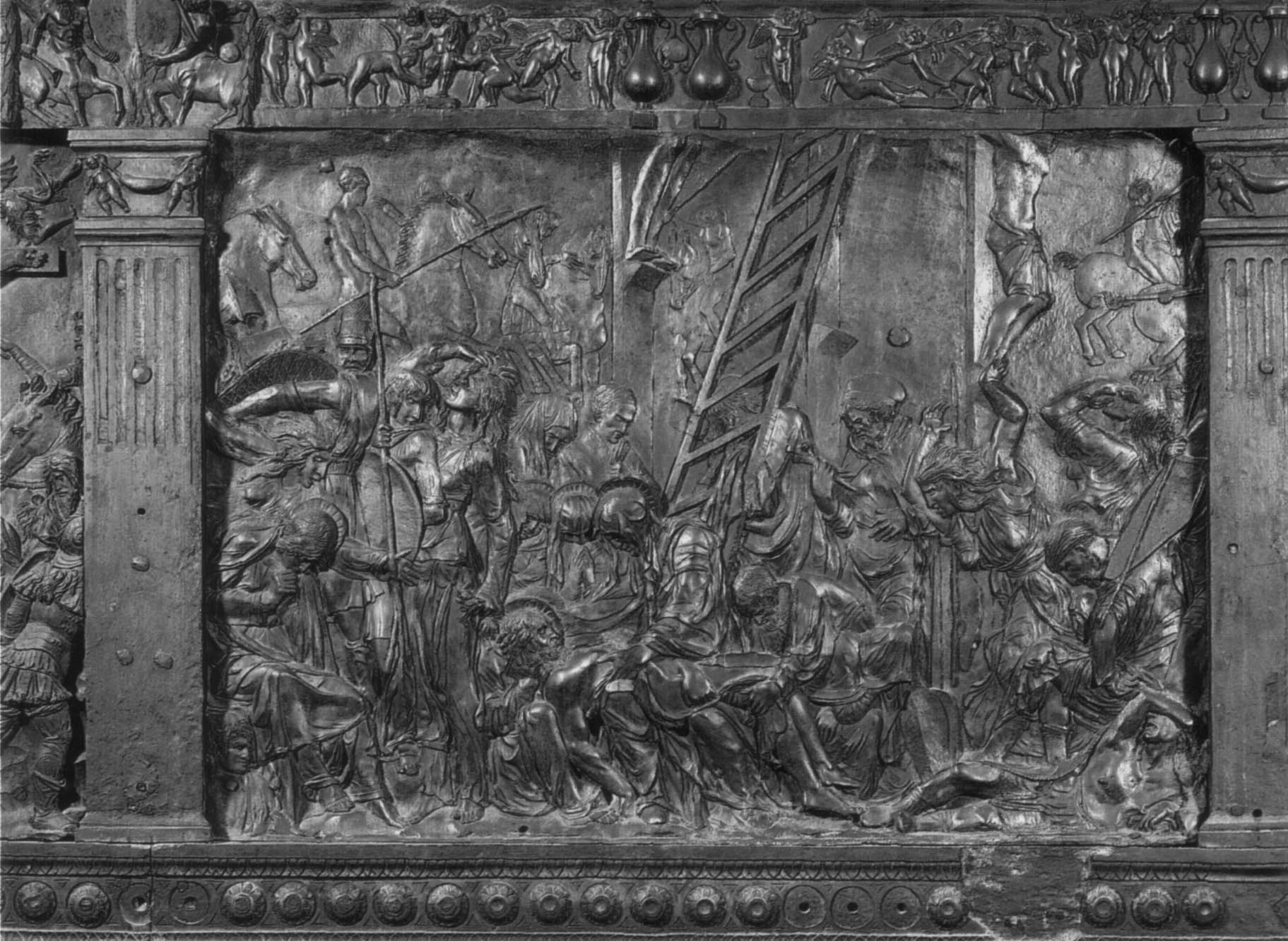
Descendimiento de la Cruz.

El Descendimiento está ambientado en el mismo lugar que la escena anterior, pero con un corte marcadamente inferior, con las cruces en la parte superior, pero dejando sólo ver los pies y las extremidades inferiores de los condenados. Una gran diferencia es la escalera vertical con la que el cuerpo de Cristo fue retirado de la cruz. María se ha abrazado a su hijo muerto, los demás personajes, incluso en este caso, expresando las diferentes gradaciones del dolor, entre los que destaca las dos mujeres a la derecha con una  furiosa expresión que les hace gritar y agitar sus brazos (iconografía tomada de los antiguos sarcófagos de las Ménades). En comparación con la escena anterior de la Crucifixión, todos los personajes se centran en la acción, incluso los que no se preocupan por las consecuencias, como los soldados. Sólo en el fondo pasan algunos jinetes totalmente ignorantes, representados por el bajo relieve stiacciato.
La escena se atribuye por la carga patética y la narración sin escrúpulos, a Donatello, la fundición al trabajo de Bertoldo di Giovanni, quien también debió realizar los jinetes sobre el fondo.

### Santo Entierro

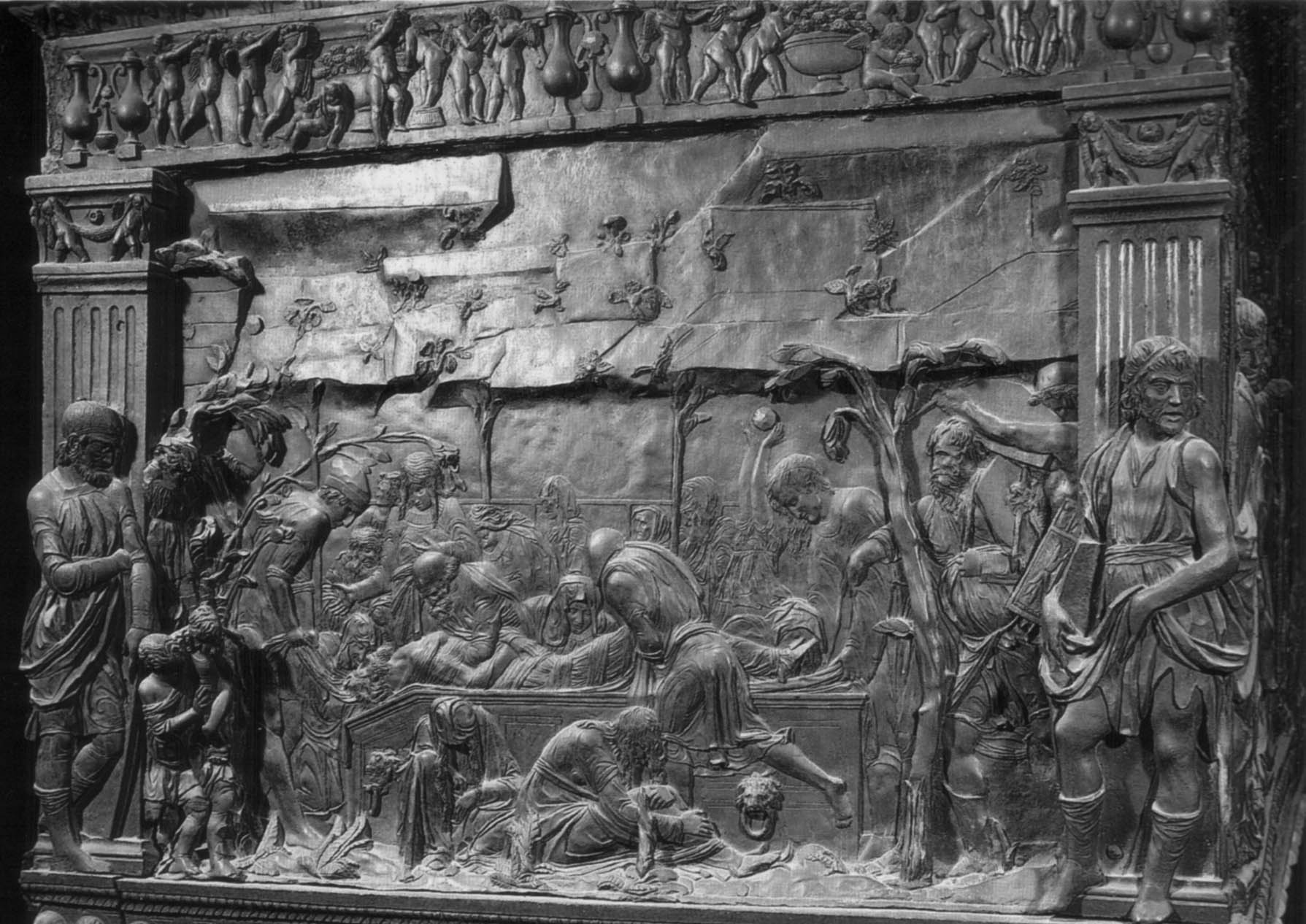
Santo Entierro.

El Santo Entierro es la escena a continuación de las dos precedentes y está ambientada más serenamente. Entre dos personajes de mayor tamaño colocados sobre las pilastras laterales, como una violación de las fronteras naturales de la escena, se lleva a cabo el rito de la sepultura en el antiguo sarcófago, con un escorzo de acuerdo a una desviación de una visión óptica desde abajo. A su alrededor se disponen diversas figuras en un semicírculo: su distancia se aprecia progresivamente no sólo en el tamaño, sino también en la profundidad del relieve, más sutil, hasta casi perderse en el fondo.
La ambientación de la cueva es sugerida por algunas piedras cuadradas que se ven en la parte superior, salpicadas con semillas de plantas silvestres.
Algunas mujeres siguen siendo presa del dolor, pero de una forma más integrada, como María al besar el rostro de su hijo por última vez, o las dos figuras que sentadas en el suelo, inclinan la cabeza por el sufrimiento. Otros personajes del fondo parecen desinteresados, después de haber sido testigos de la pena de muerte. En esta escena es evidente el modelo derivado de los estudios de la antigüedad de algunas figuras: el Cristo tiene un cuerpo con una precisión anatómica «a la antigua», las mujeres recuerdan las desesperadas Ménades de los sarcófagos romanos. 
La escena es como la anterior, atribuida a Donatello en colaboración con Bertoldo, mientras que a Bellano le están atribuidas las figuras que coinciden con las pilastras entre escenas.